# Lahomno
Lahomno este o localitate din comuna Laško, Slovenia, cu o populație de 243 de locuitori.